# 肚兜

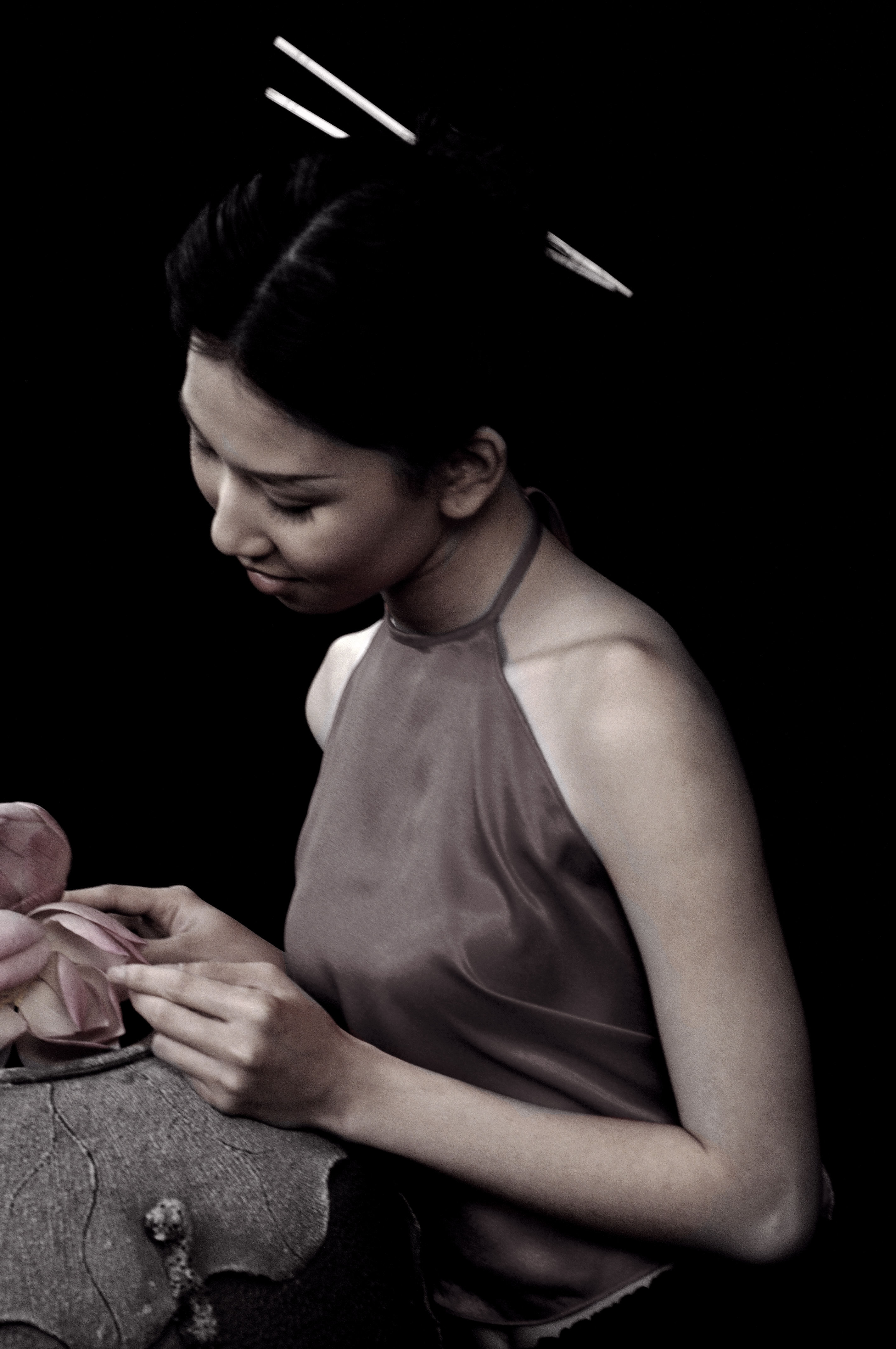
キン族の女性。

肚兜（どぅどう、dudou）は、元々は中国医学で薬効のある肌着として着用されていた中国の伝統的なボディス。中華人民共和国の改革開放によって、西洋と現代中国のファッションの流行を汲んだ、ノースリーブで背中の開いたホルターネック・ブラウスとして着用される。

## 歴史
肚兜は唐の皇帝玄宗の妻であり、中国四大美人の一人である楊貴妃が起源とされることがある。
肚兜は、ベトナムのイェムや日本の腹掛けなど、他の東アジア地域のファッションに影響を与えた。